# Sogle
Sogle (makedonska: Согле) är en ort i Nordmakedonien. Den ligger i den centrala delen av landet, 50 kilometer söder om huvudstaden Skopje. Sogle ligger 401 meter över havet och antalet invånare är 201.